# Burg Eltz

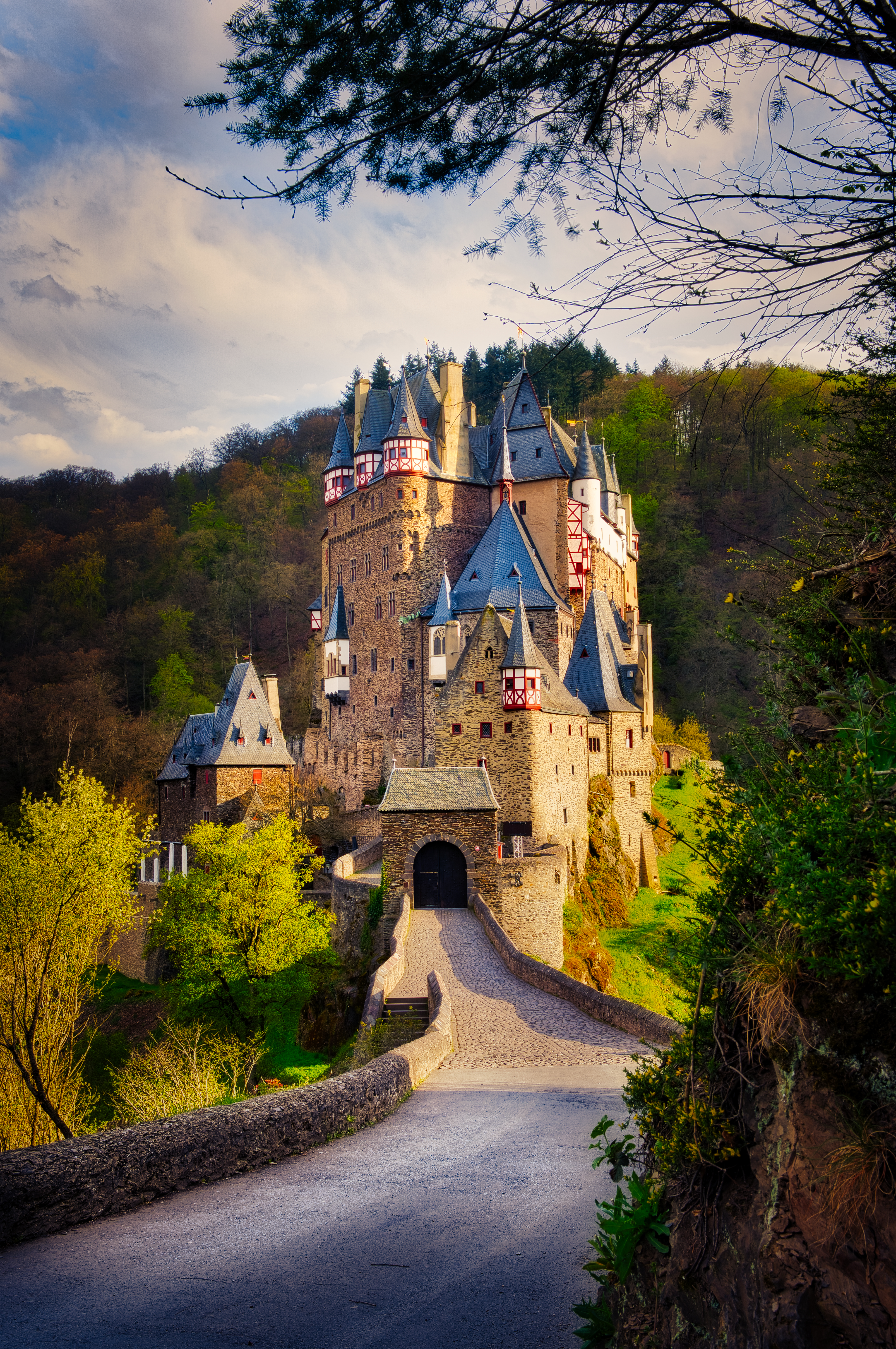
Burg im Mai 2021

Burg Eltz ist eine Höhenburg aus dem 12. Jahrhundert und eine der bekanntesten ihrer Art in Deutschland. Sie liegt auf 129 m ü. NHN im Tal der Elz, einem linken Nebenfluss der Mosel, in der Gemarkung der Ortsgemeinde Wierschem in Rheinland-Pfalz. Seit mehr als 800 Jahren ist das Bauwerk im Besitz der Adelsfamilie Eltz und weitgehend erhalten. Es gehört wie Schloss Bürresheim und Burg Lissingen zu den Befestigungsanlagen in der Eifel, die nie gewaltsam erobert wurden. Die Burg ist öffentlich zugänglich und ein beliebtes Ausflugsziel.

## Geschichte

### Gründung und Besitzverhältnisse

Grundriss der Burg Eltz, A: Bergfried Platt-Eltz (vor der Aufteilung erbaut), B–B7: Kempenicher Häuser, C–C2: Rübenacher Haus, D–D3: Rodendorfer Häuser

Die Burg wurde wahrscheinlich zu Beginn des 12. Jahrhunderts an einem Handelsweg errichtet, der durch das Elzbachtal führte und die Mosel bei Moselkern mit dem fruchtbaren Maifeld verband. Der Elzbach umfließt drei Seiten der Burg, die auf einem bis zu 70 Meter hohen, elliptischen Felskopf emporragt. Die Erbauer orientierten sich bei der Anlage an der Form des Felssporns. Dadurch entstanden die teilweise ungewöhnlichen Grundrisse der einzelnen Räume. Der Name Eltz wird erstmals 1157 in einer Schenkungsurkunde Kaiser Friedrich Barbarossas erwähnt. In ihr wird ein „Rudolfus de Elze“ als Zeuge aufgeführt. Die unteren fünf Stockwerke des romanischen Bergfrieds Platt-Eltz datieren aus dieser Zeit. Um 1252 bis 1300 erhielt der Bergfried seinen gotischen Aufbau, gleichzeitig entstand auf der Ostseite des Hofs das älteste der Kempenicher Häuser sowie, nördlich angrenzend, das Haus Klein-Rodendorf.
Zu einer ersten Stammesteilung der Herren von Eltz kam es noch vor 1268 unter den Brüdern Elias, Wilhelm und Theoderich. Sie teilten die Burg und die dazugehörigen Güter unter ihren drei Familien auf. Deren Nachfahren spalteten sich im Laufe der Zeit in weitere Äste und Zweige auf. Daraus entstanden schließlich, benannt nach ihren verschiedenen zusätzlichen Besitzungen und Wappensymbolen, die Zweige:
- Eltz-Kempenich, genannt „Eltz vom goldenen Löwen“,
- Eltz-Rübenach, genannt „Eltz vom silbernen Löwen“ sowie
- Eltz-Rodendorf, genannt „Eltz von den Büffelhörnern“

Die drei Linien teilten ihren Besitz zeitweise unter sich noch in weitere Anteile auf. Noch heute lassen sich an der Burg Eltz die Teilbauten der Linien zu Kempenich, Rübenach und Rodendorf in der Form selbständiger Wohntürme erkennen. Ihre Familien bildeten fortan eine Ganerbengemeinschaft, so dass Burg Eltz zu einer Ganerbenburg mit mehreren Besitzern wurde. Zeitweise wohnten, einschließlich Gesinde, bis zu über 100 Personen auf der Burg. Die Wohntürme (oder Turmgruppen) der drei Linien tragen bis heute ihre Namen. Den Rittersaal und die Kapelle nutzten alle Besitzerfamilien gemeinsam. 1323 wurde die Ganerbschaft in einem Burgfriedensbrief erstmals kodifiziert; später erfolgten mehrfach Ergänzungen des Vertrages.
Im Jahr 1264 wurde erstmals das Burghaus in Koblenz-Rübenach erwähnt, ein romanischer Wohnturm, der möglicherweise auf eine ältere Holzmotte zurückgeht, und der 1316 an die Familie Eltz kam, als sie die Vogteirechte über Rübenach als erzbischöflich trierisches Lehen erhielt. Um 1520 wurde der Turm zu einem Burghaus erweitert. Die Linie Eltz-Rübenach übte das Vogtsamt bis zur französischen Besetzung 1794 und der darauf folgenden Auflösung des Kurstaats aus. Das Burghaus in Rübenach befindet sich bis heute im Besitz der freiherrlichen Linie Eltz-Rübenach, ebenso wie die Burg Kühlseggen und das Schloss Wahn. Auf der Burg Eltz errichteten sie ab 1311 die unteren fünf Stockwerke des Rübenacher Hauses.

### Konflikt mit Balduin von Trier

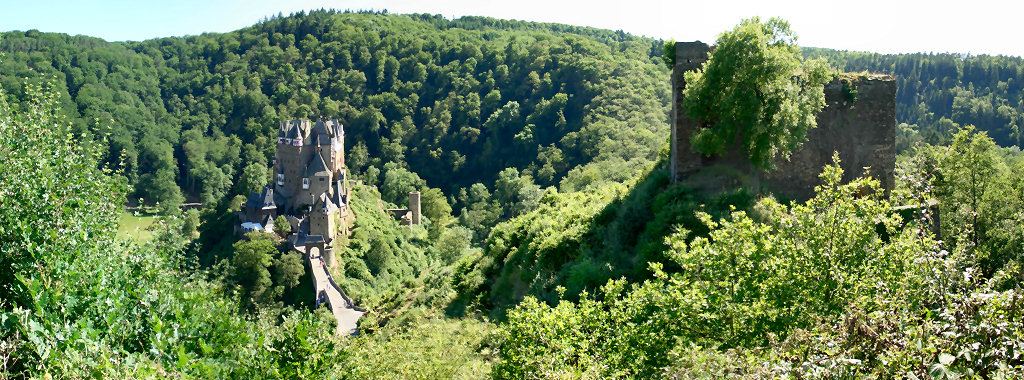
Burg Eltz und Burg Trutzeltz, rechts

In den Jahren 1331–1336 kam es zu den einzigen schweren kriegerischen Auseinandersetzungen um die Burg. Während der Eltzer Fehde widersetzten sich die Eltzer Herren zusammen mit anderen freien Reichsrittern der Territorialpolitik des Erzbischofs und Kurfürsten Balduin von Trier. Zur Belagerung und einer möglichen Einnahme der Burg Eltz durch den Beschuss mit Katapulten ließ der Erzbischof des Bistums Trier auf einem Felsenvorsprung am Hang über der Burg die heute nur noch mit wenigen Ruinenmauern erhaltene Belagerungsburg Trutzeltz errichten. Zwei Jahre konnten die Belagerten durchhalten, mussten dann aber aufgeben. Die freien Reichsritter mussten auf ihre Reichsfreiheit verzichten. Balduin ernannte Johann wieder zum Burggrafen, allerdings als seinen Untertanen und nicht mehr als freien Ritter.

### Frühe Neuzeit
Zwischen 1490 und 1540 wurden auf Burg Eltz die später so genannten Rodendorfer Häuser erbaut, sie griffen den Stil des frühen 14. Jahrhunderts auf, der das Gesamtbild der Anlage durch die bereits vorhandenen Gebäude prägte. Die Hoffront der Häuser öffnet sich mit einer auf drei Pfeilern ruhenden gewölbten Vorhalle. Neben ihr befindet sich ein in die Außenmauer eingelegtes Madonnenmosaik aus dem 19. Jahrhundert. Um 1515 entstanden auch das Torwärterhaus zum inneren Burghof sowie die Remise.

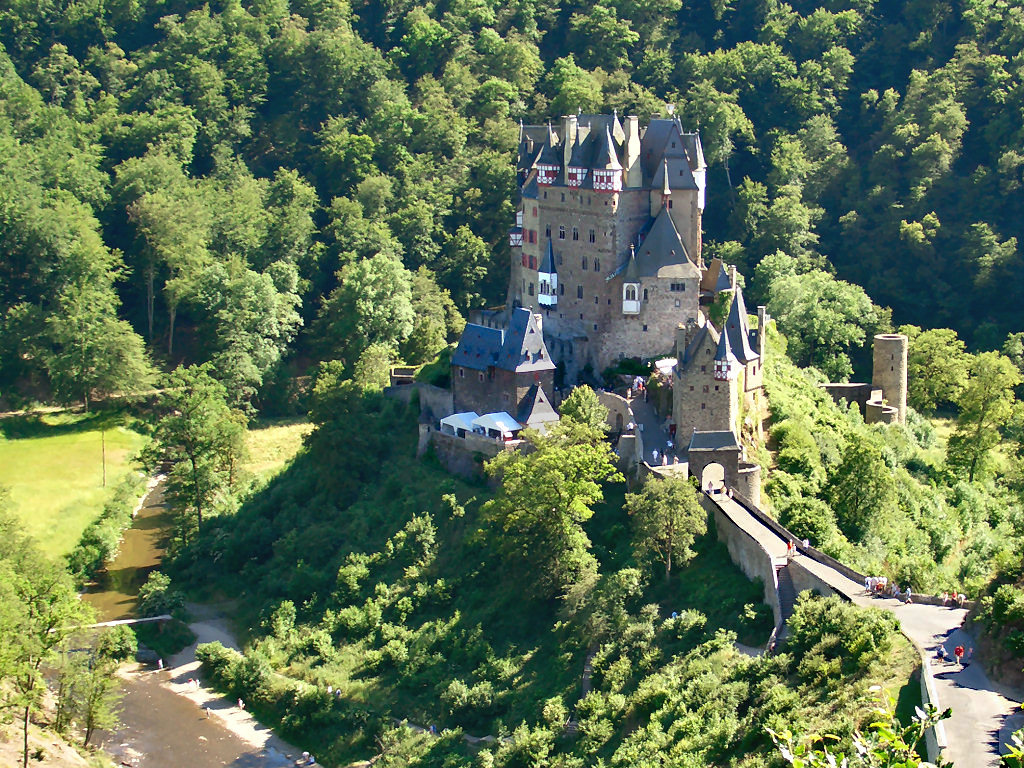
Der Elzbach und die Burg Eltz

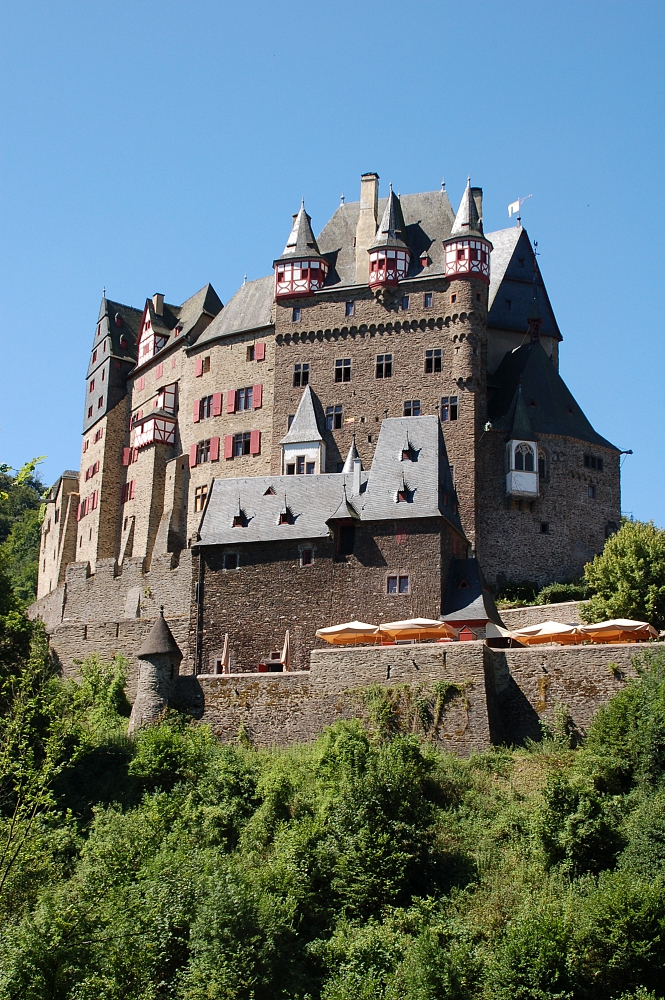
Nordost-Ansicht

Der 1510 geborene Jakob III. von Eltz war einer der bedeutendsten Kurfürsten in der Geschichte des Erzbistums Trier. Er wurde 1525 Domherr, 1535 Kapitular und 1547 Domdekan von Trier. Außerdem war er ab 1564 Rektor der Universität Trier. 1567 wurde er in Koblenz zum Erzbischof von Trier gewählt und amtierte bis zu seinem Tod 1581 als Erzbischof und Kurfürst. Er verlieh seinen Eltzer Neffen das ehrenvolle Erbmarschallsamt des Kurfürstentums Trier. Die Enkel von Georg, dem Bruder des Kurfürsten, waren die Stifter der Linien zu Eltz-Oetingen und Eltz-Kempenich (von Kurtrier als Pfand erhalten ab 1663). Die Vettern von Georg begründeten wiederum zwei Linien, Johann Friedrich den Zweig zu Eltz-Bliescastell (wo die Eltzer als Trierer Amtmänner saßen) und Johann Philipp den Zweig zu Eltz-Waibling. Schließlich entstand durch Johann Adolph, Sohn von Friedrich von Eltz auf Bliescastell, die Linie Eltz-Rodendorf. Die Herrschaft Rodendorf (später Rotendorf genannt, heute Château-Rouge, Departement Moselle, Lothringen) gelangte durch Johann Adolphs Gemahlin Katharina von Brandscheid 1583 zunächst hälftig und im 18. Jahrhundert ganz in den Besitz des Zweiges Eltz-Rodendorf, der ab 1681 auch das lothringische Freisdorf und von 1762 bis 1812 die Burg Bourscheid besaß.
1604 bis 1661 wurden die Kempenicher Häuser errichtet. Durch ihre architektonische Komposition und ihr gegliedertes Fachwerk runden sie den Gesamteindruck des Innenhofes ab. Unter dem mächtigen Treppenturm wurde ein Brunnen erbaut, der der Wasserversorgung der gesamten Burg diente. Die Bauarbeiten wurden von Hans Jakob zu Eltz und dessen Ehefrau Anna Elisabeth von Metzenhausen verstärkt betrieben und zu Ende gebracht. Hans Jakob zu Eltz wurde am 15. Juli 1624 mit dem Amt des Trierer Erbmarschalls betraut. Ihm standen der Oberbefehl und die Führung der Trierer Ritterschaft zu. In dieser Zeit hatten die anderen Linien ihre Gebäude auf Burg Eltz schon weitgehend verlassen und sich auf ihren übrigen Besitzungen, u. a. in Trier, Koblenz, Boppard, Mainz, Eltville und Blieskastel angesiedelt. Um 1664 wurde die gotische Kapelle mit einem Erker versehen und das Goldschmiedehaus in der Vorburg errichtet.
In der Zeit von 1665 bis 1743 erreichten die Eltzer im Kurstaat Mainz ihren größten Einfluss. Der 1665 geborene Philipp Karl von Eltz trat 1686 in das deutsch-ungarische Kolleg in Rom ein. Nach dem Tod des Mainzer Kurfürsten wurde Philipp Karl zu dessen Nachfolger gewählt. Er war damit geistlicher Führer und mächtigster Kirchenfürst nördlich der Alpen, als Mainzer Kurfürst zugleich traditionell der „Reichserzkanzler für Germanien“, also für die deutschen Gebiete des Heiligen Römischen Reichs.

### Zeit vom Pfälzer Erbfolgekrieg bis zur französischen Herrschaft
Im Pfälzer Erbfolgekrieg von 1688 bis 1689 wurde ein Großteil der rheinischen Burgen zerstört. Da Hans Anton zu Eltz-Üttingen ein ranghoher Offizier im französischen Heer war, konnte er die Burg Eltz vor der Zerstörung bewahren.
Graf Hugo Philipp zu Eltz (1742–1818) wurde während der französischen Herrschaft am Rhein von 1794 bis 1814 als Emigrant behandelt. Seine Besitztümer am Rhein und in der Nähe von Trier wurden eingezogen. Die Burg Eltz und die dazugehörigen Güter waren der Kommandantur in Koblenz unterstellt. Als sich später herausstellte, dass Graf Hugo Philipp nicht emigriert, sondern in Mainz geblieben war, kam er 1797 wieder zur Nutznießung seiner Güter und Renten. 1815 erwarb er von den Freiherren von Eltz-Rübenach das Rübenacher Haus der Burg, mit zugehörigem land- und forstwirtschaftlichem Grundbesitz. Da die Linie Eltz-Kempenich, der er angehörte, bereits 1786 den Anteil der ausgestorbenen Linie Eltz-Rodendorf geerbt hatte, ist sie bis heute alleiniger Eigentümer der Burg. Sie führt den Titel Grafen und Edle von und zu Eltz, genannt Faust von Stromberg. Diese „gräfliche Linie vom goldenen Löwen“ besitzt bis heute neben der Burg Eltz auch den Eltzer Hof in Eltville.

### Restaurierung im 19. Jahrhundert

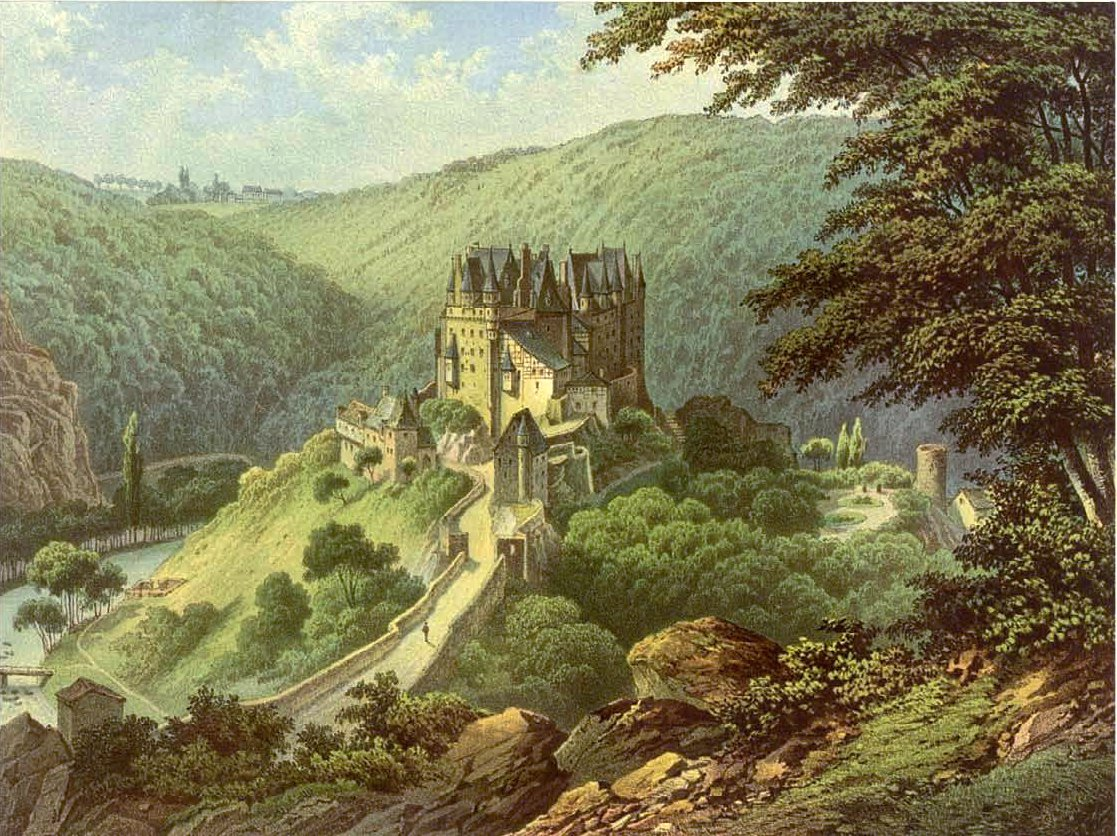
Burg Eltz, Sammlung Alexander Duncker

Die Burgenromantik führte seit dem frühen 19. Jahrhundert dazu, dass die Öffentlichkeit sich für die Burg zu interessieren begann. Zahlreiche Besucher, darunter deutsche Kaiser und Könige, der Maler William Turner oder der Schriftsteller Victor Hugo besuchten sie. Damals setzte sich Graf Karl zu Eltz (1823–1900) sehr für die Restaurierung seiner Burg ein. In der Zeit von 1845 bis 1888 wurden 184.000 Mark in die umfangreichen Bauarbeiten investiert. Dies entspricht nach heutiger Kaufkraft rund 15 Millionen Euro. Er ging dabei behutsam vor und berücksichtigte die vorhandene Architektur.

### Brand von 1920 und Folgezeit
Am 20. September 1920 brach im Südteil des Kempenicher Hauses ein Brand aus und griff auf weitere Gebäudeteile über. Zerstört wurden insbesondere der Kapellenbau und das darüber gelegene Archiv, die Ausstattung des Kempenicher Hauses und der zehn oberen Räume des Rodendorfer Hauses. Wiederaufbauarbeiten (Kapelle und Haus Rodendorf) und Wiederherstellungen im Haus Kempenich wurden 1930 beendet.
Im Jahr 1945 wurden die Grafen Eltz, die seit dem frühen 18. Jahrhundert das kroatische Schloss Eltz in Vukovar besessen hatten und seit 1850 überwiegend dort lebten, enteignet und vertrieben und kehrten nach Eltville und Eltz zurück. 1945 wurde ein regelmäßiger Museumsbetrieb begonnen. 1961 wurde die Burg auf dem 500-DM-Schein abgebildet. 1975 bis 1980 wurden die Außenmauern saniert. 1981 wurde die Schatzkammer eröffnet.

### Sicherung und Sanierung (2009 bis 2012)

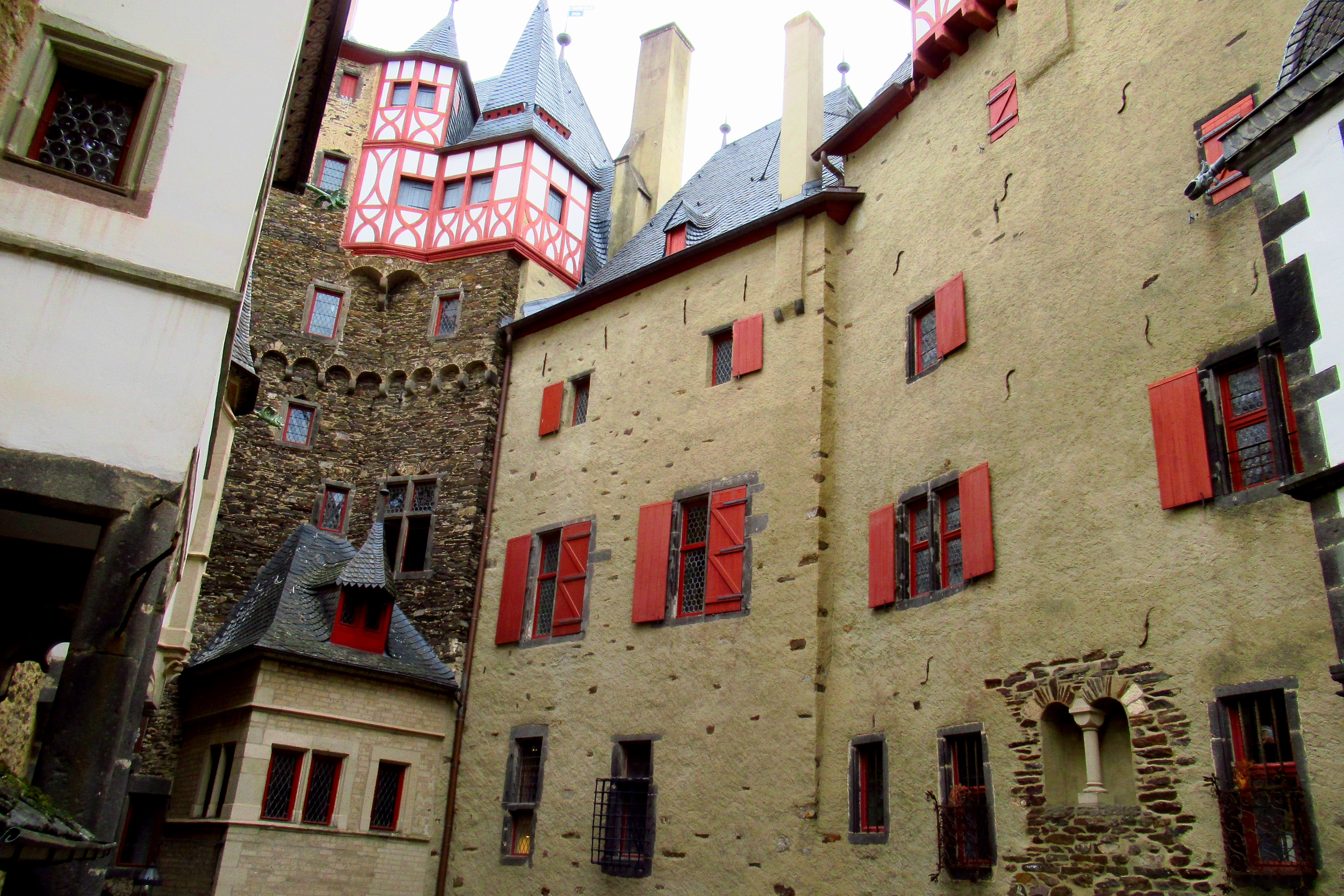
Innenhof

In den Jahren 2009 bis 2012 fanden umfangreiche Sicherungs- und Restaurierungsarbeiten statt. Die Statik der teils über 7 Stockwerke hohen Gebäude erwies sich als gefährdet, der für die Führungen wichtige Fahnensaal musste gesperrt werden, da sein Gewölbe aufgrund auseinanderweichender Mauern große Risse aufwies. Das Kempenicher Haus drohte abzurutschen und auch das Rübenacher Haus hatte keinen festen Halt mehr. Auf Anregung der Generaldirektion Kulturelles Erbe Rheinland-Pfalz ließen Karl Graf und Sophie Gräfin von und zu Eltz ein Konzept für eine Generalsanierung erstellen. Der Vorbau des Kempenicher Hauses wurde statisch gesichert. Dazu wurden 45 Edelstahlhaken durch die Gebäude gebohrt, die bis zu 25 Meter lang sind. Der Fahnensaal wurde mit 6 Ankern gesichert. Neben diesen statischen Reparaturen wurden fast alle Schieferdächer mit Mayener Schiefer erneuert. In den Dachwerken wurden konstruktive Probleme behoben und Holzschädlinge bekämpft. Im Innenbereich wurden Heizungs- und Sanitäranlagen, ein Teil der Fenster und die Brandmeldeanlage erneuert und zudem der historische Putz, die Fachwerkfassaden sowie eine Spindeltreppe restauriert. Gotische Wandmalereien wurden fixiert und vorsichtig restauriert. Eine neue Entwässerung des Burghofs war ebenfalls notwendig. Durch die gleichzeitig betriebenen Bauforschungen stellte sich heraus, dass etliche Gebäudeteile älter sind, als bisher angenommen. Die Sanierung kostete insgesamt rund 4,4 Millionen Euro. Gefördert wurden die Maßnahmen unter anderem durch einen Zuschuss aus dem Konjunkturpaket II der Bundesregierung mit 2 Millionen Euro. Das Land Rheinland-Pfalz, die Deutsche Stiftung Denkmalschutz und die Eigentümer stellten weitere erhebliche Gelder zur Verfügung. Die Befristung des Förderprogramms machte ein gemeinsames und rasches Handeln aller Beteiligten, des Architektenteams, der zahlreichen Handwerkerfirmen, der Behörden, Fördermittelgeber, Denkmalschützer und Bauforscher notwendig; Sophie Gräfin Eltz übernahm die Koordinierung, die Kastellane der Burg die Betreuung vor Ort, bei gleichzeitiger Aufrechterhaltung des Besichtigungsbetriebes. Um 2020 wurden das Goldschmiedehaus am Burgtor sowie die Alte Bastei mit dem Amtsmannsgärtchen saniert. Das Programm ist noch nicht abgeschlossen, es bleiben wertvolle Wandmalereien zu sichern und noch über 150 Fenster zu sanieren. Auch die Ruine der Burg Trutzeltz bedarf noch weiterer Sicherungsmaßnahmen.

### Auszeichnungen

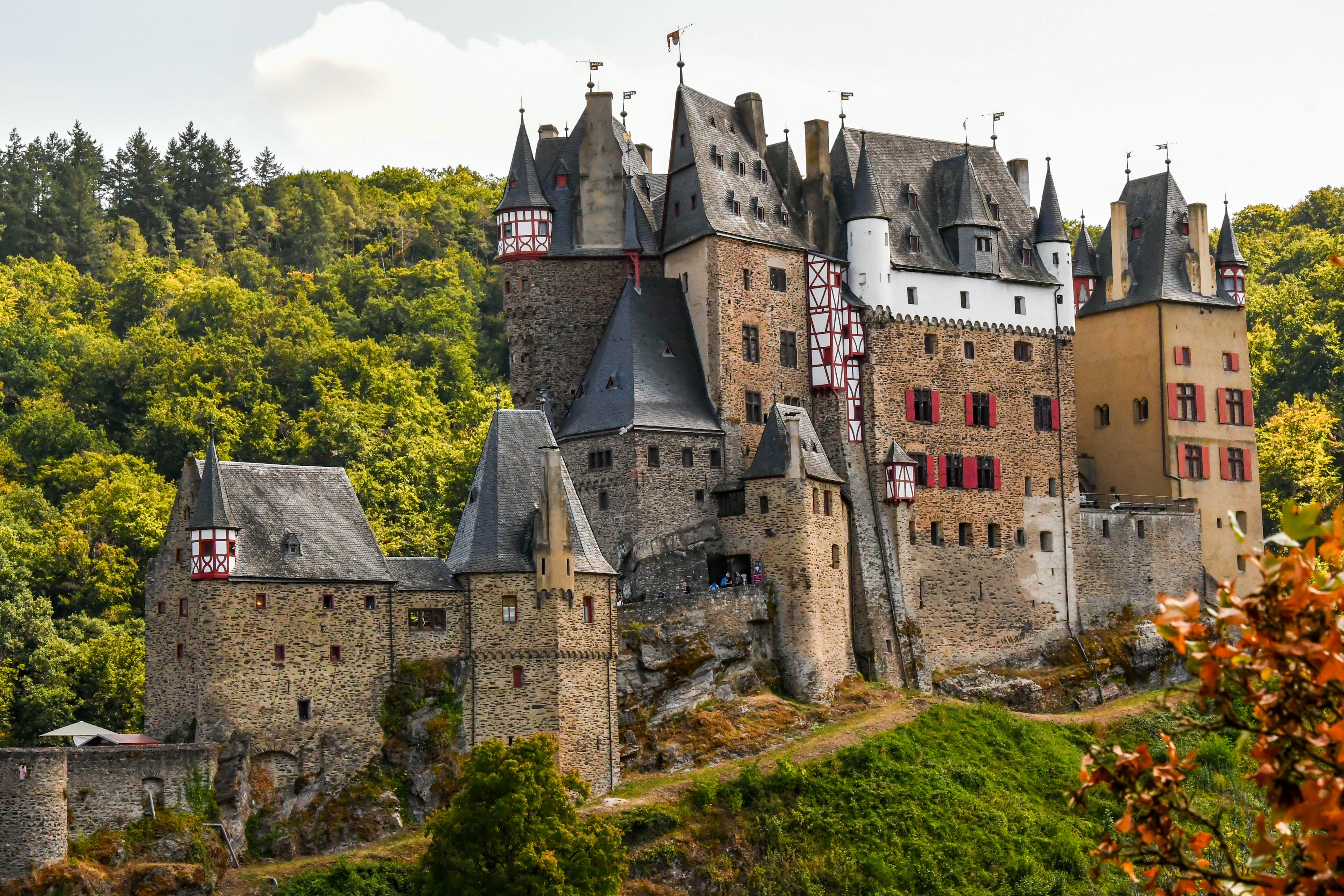
Blick vom Tal

2014 zeichnete die Oskar-Patzelt-Stiftung das 850-jährige Unternehmen der Gräflich Eltz’schen Kastellanei als Finalist im Wettbewerb Großer Preis des Mittelstandes aus, 2015 folgte die Auszeichnung als Preisträger. Ein Zitat aus der Laudatio: „Das Unternehmen zielte nie auf Gewinnmaximierung oder kurzfristigen Luxus der jeweiligen Eigentümer, sondern auf den langfristigen Erhalt der Burg und der Eltzer Ländereien ab. Dies gelang über die Jahrhunderte dank der Verpflichtung auf Nachhaltigkeit und Begrenzung auf das Nötige sowie der stets engen Verbindung mit der Region.“
Im April 2024 erhielten Karl Graf und Sophie Gräfin zu Eltz für den Erfolg ihrer Bemühungen um die Erhaltung der Burg den Großen Denkmalpreis der Stiftung der Deutschen Burgenvereinigung, dotiert mit 10.000 Euro. 2018 übernahm Jakob Graf zu Eltz (geb. 1979) in 34. Generation (nach rund 900 Jahren) die Verantwortung für die Stammburg.

## Besitzer
Wohl seit Beginn des 12. Jahrhunderts befindet sich die Burg durchgehend im Besitz der gleichnamigen Familie. Ihr jetziger Eigentümer, Karl Graf und Edler Herr von und zu Eltz-Kempenich, genannt Faust von Stromberg, lebt in Frankfurt am Main und auf dem Eltzer Hof zu Eltville am Rhein. 2006 übernahm er die Aufgabe, die Burg für die Öffentlichkeit zugänglich zu halten, ihre Substanz zu sichern und führte, gemeinsam mit seiner Frau, die umfangreichen Sanierungsmaßnahmen durch. Inzwischen hat er die Verantwortung für die Erhaltung des Stammsitzes an die 34. Generation weitergereicht.
Die Burg befindet sich seit 1815 im alleinigen Besitz der Linie Eltz-Kempenich (Linie vom goldenen Löwen). Über Jahrhunderte wurden die Besitzanteile der drei beteiligten Linien jeweils anteilig an alle Söhne vererbt, in jüngerer Zeit jedoch nur noch an einen Sohn, um die Verantwortung sowie die Ressourcen zu bündeln, die für die Erhaltung der Anlage erforderlich sind.
Die nachfolgende „Liste der Burgbesitzer“ benennt die Vorfahren der Kempenicher Linie. Für die Zeit vor deren Alleinbesitz seit 1815 ist sie damit nicht vollständig, da die Mitbesitzer aus den anderen Stammeslinien fehlen. Auch sind etliche (etwa früh verstorbene) Generationen „übersprungen“:
- Rudolf von Eltz
- Elias von Eltz
- Peter von Eltz (* um 1210)
- Elias von Eltz (* um 1250)
- Werner von Eltz (* um 1290)
- Peter III. von Eltz (* um 1310)
- Richard II. von Eltz (* um 1335)
- Peter V. von Eltz gen. von Isenburg (* um 1355)
- Richard III. von Eltz (* um 1370; † 4. Oktober 1423)
- Johann VII. von Eltz (* um 1410; † 4. Dezember 1480)
- Johann VIII. von Eltz (* um 1445; † 1508)
- Johann von Eltz (* um 1460; † 1517)
- Johann von Eltz (* um 1495; † 4. November 1547)
- Georg von Eltz (* um 1530; † 1562)
- Johann Reichard von und zu Eltz (* 31. Mai 1555; † 1606)
- Johann Anton, Edler Herr von und zu Eltz (* 1595; † 2. September 1671 in Koblenz) & Anna Elisabeth Metzenhausen († 1669)
- Johann Jacob, Freiherr von und zu Eltz (* 25. Januar 1636)
- Karl Anton Ernst Damian Henrich, Graf von und zu Eltz (* 25. Mai 1671 in Kempenich; † 19. Juli 1736 in Koblenz)
- Anselm Casimir Franz, Graf und Edler Herr von und zu Eltz gen. Faust von Stromberg (* 27. Juni 1709 in Koblenz; † 25. Januar 1778 in Mainz)
- Hugo Philipp, Graf von Eltz gen. Faust von Stromberg (* 1. Februar 1742 in Mainz; † 20. November 1818 in Koblenz)
- Johann Philipp Jakob, Graf von Eltz gen. Faust von Stromberg (* 5. Mai 1779 in Bingen oder Mainz(?); † 22. April 1844)[14]
- Karl, Graf von Eltz gen. Faust von Stromberg (* 29. Januar 1823 in Aschaffenburg; † 26. Mai 1900 in Vukovar)
- Johann Jakob Peter August Johann-Nepomuk, Graf von Eltz (* 13. Februar 1860 in Vukovar; † 22. Juni 1906 ebenda)
- Karl, Graf von Eltz (* 17. Juli 1896 in Eltville; † 21. August 1922)
- Jakob, Graf von Eltz (* 22. September 1921 in Kleinheubach; † 10. Februar 2006 in Eltville)
- Karl, Graf von Eltz (* 1. Mai 1948 in Eltville)
- Jakob, Graf von Eltz (* 1979)

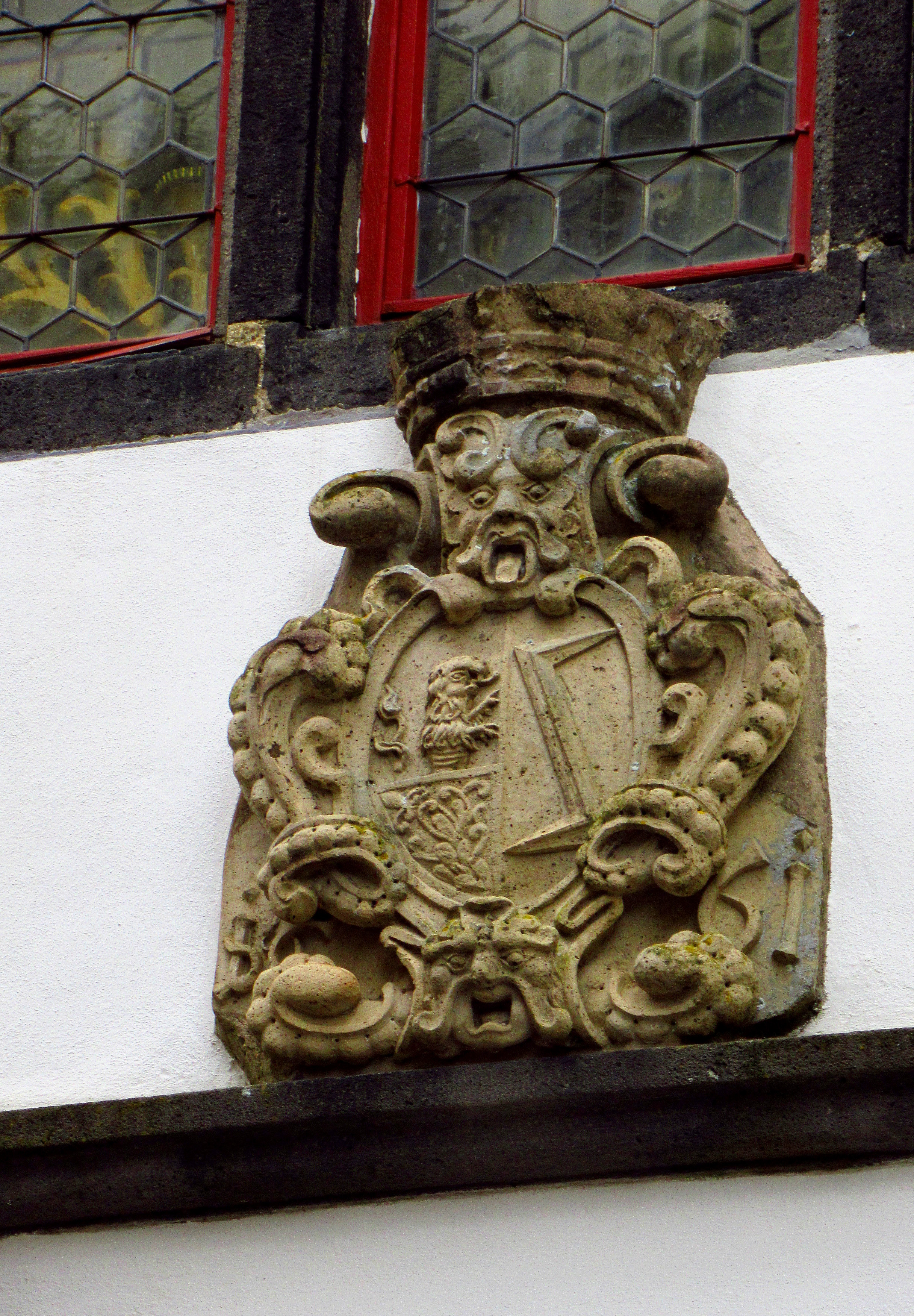
Wappen von Eltz (l) Metzenhausen (r)
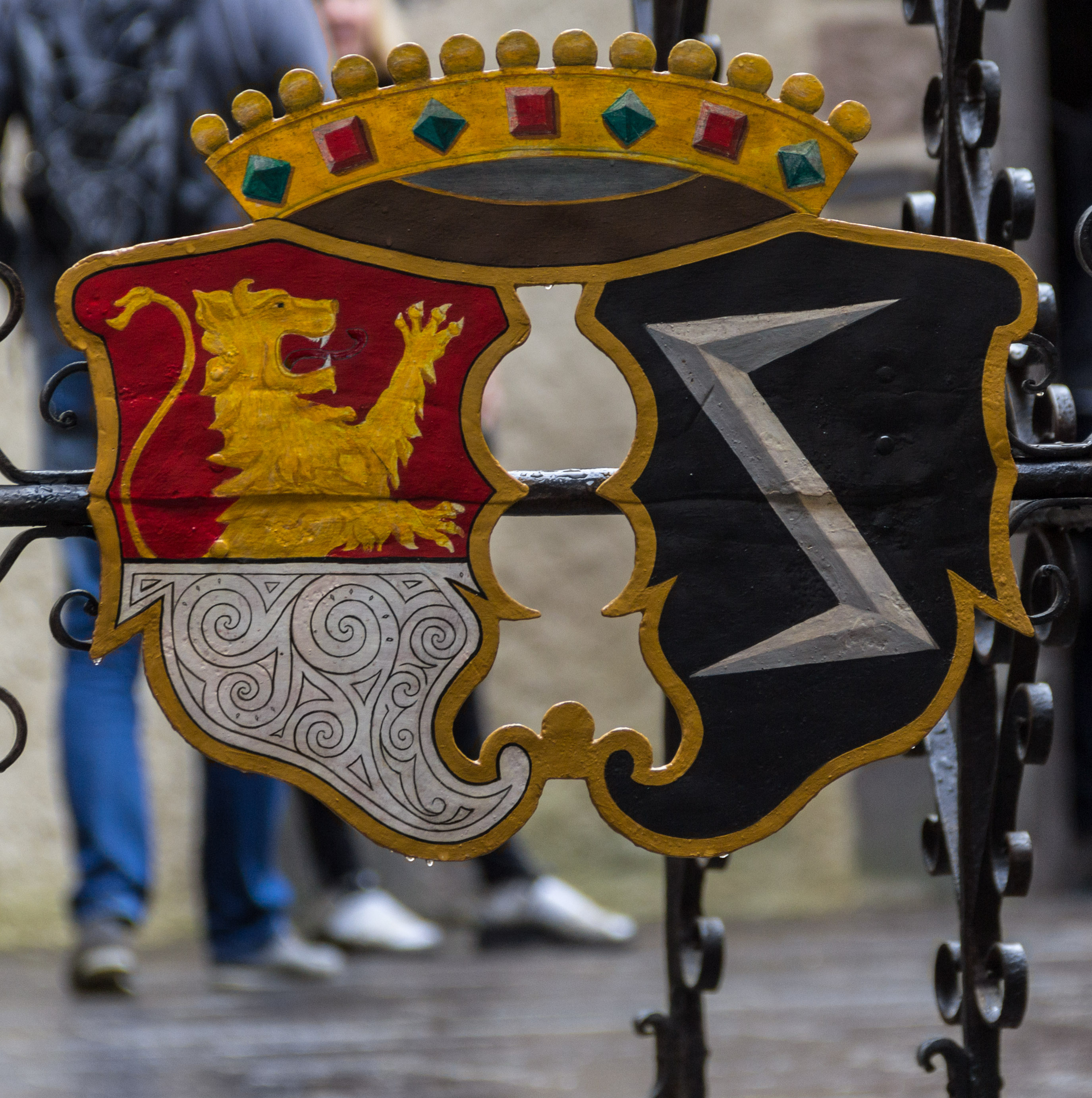
Wappen von Eltz (l) Metzenhausen (r)
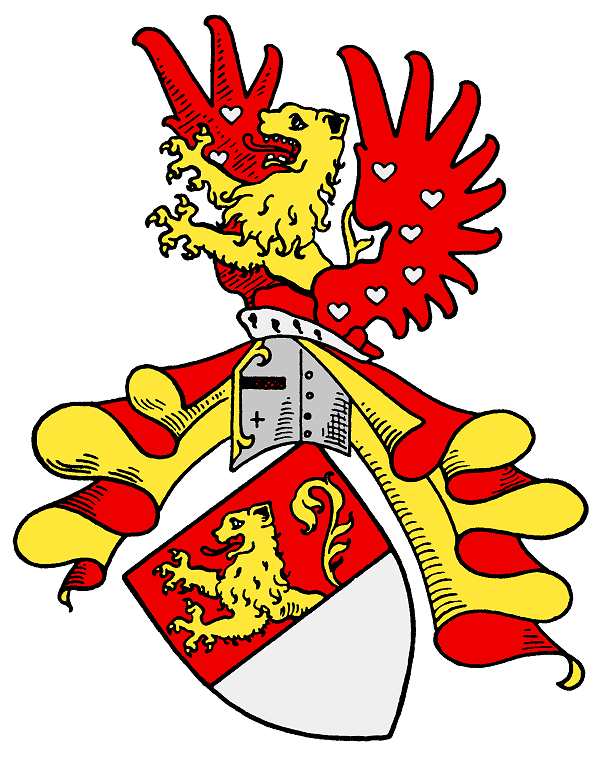
Wappen Johann Anton Eltz (1595–1671)
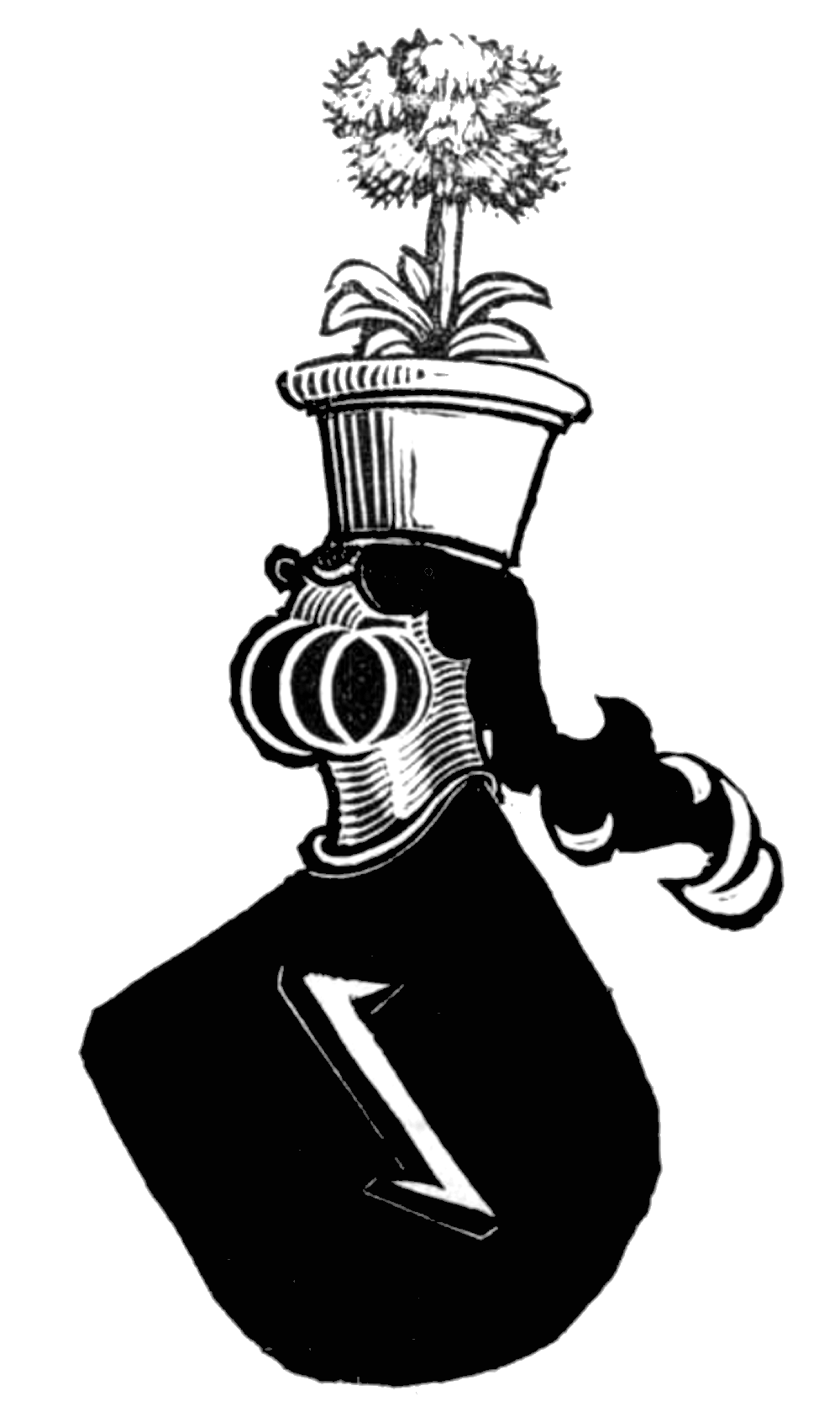
Wappen Anna Elisabeth Metzenhausen († 1669)
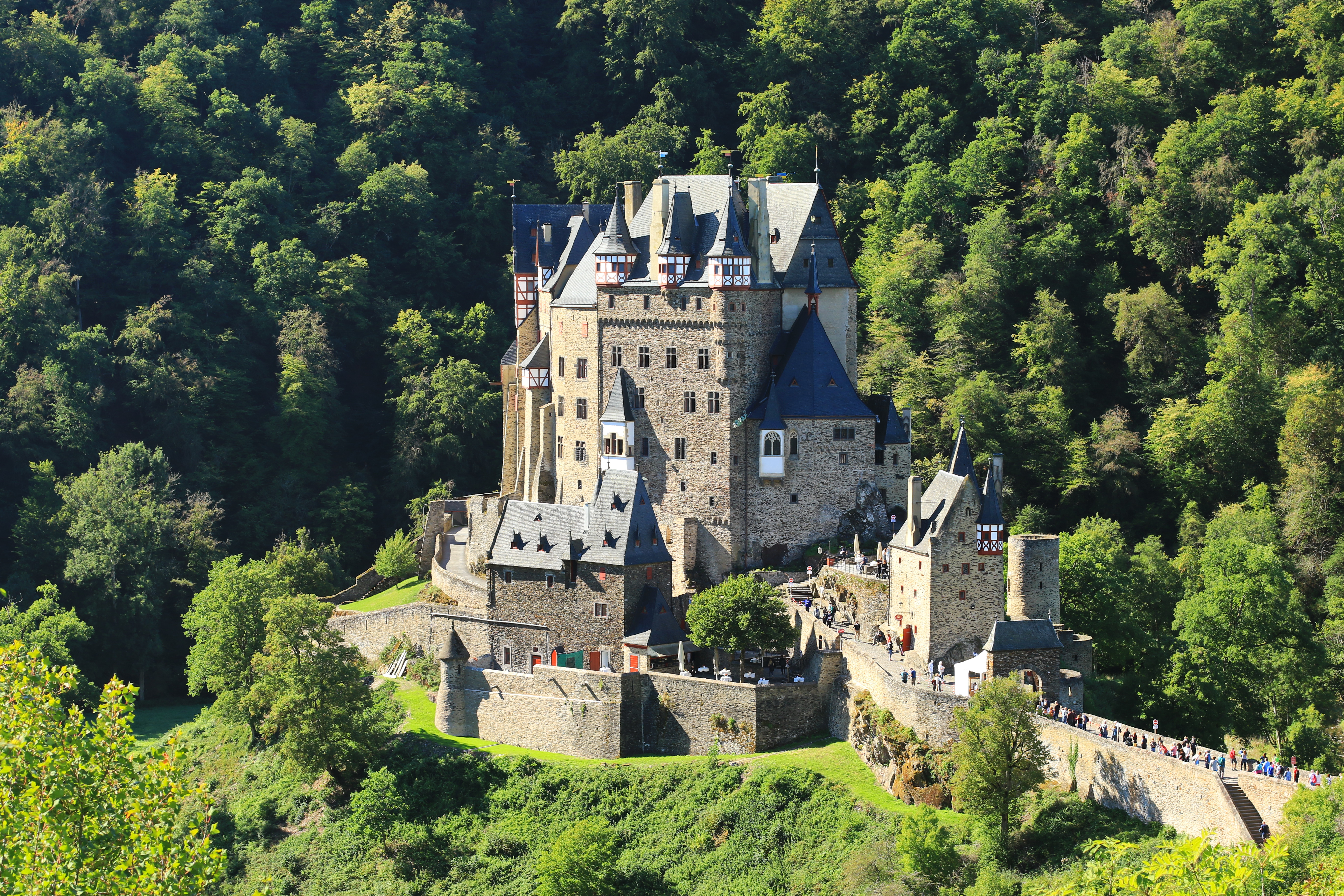
Blick vom Berg
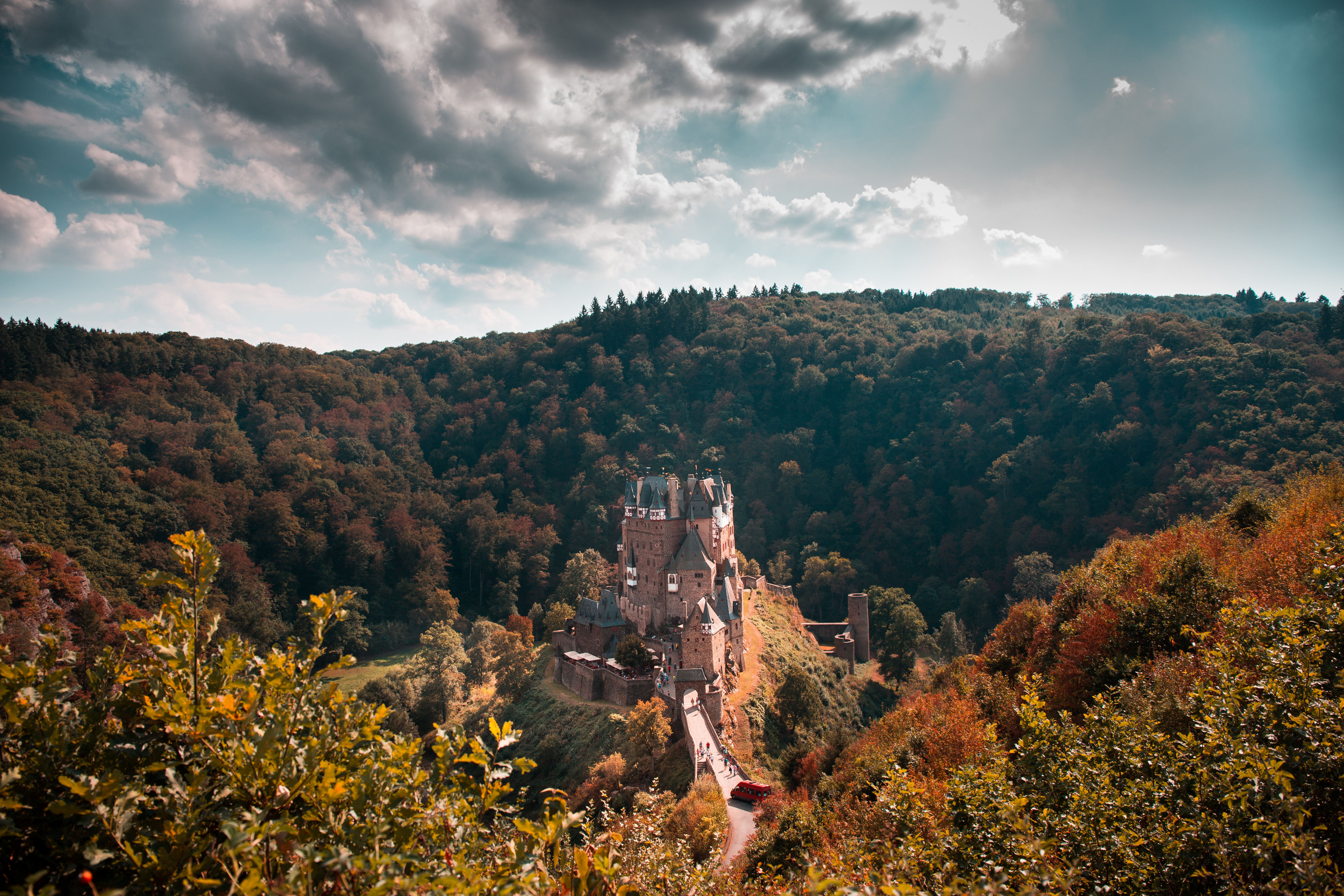
Lage der Burg im Wald
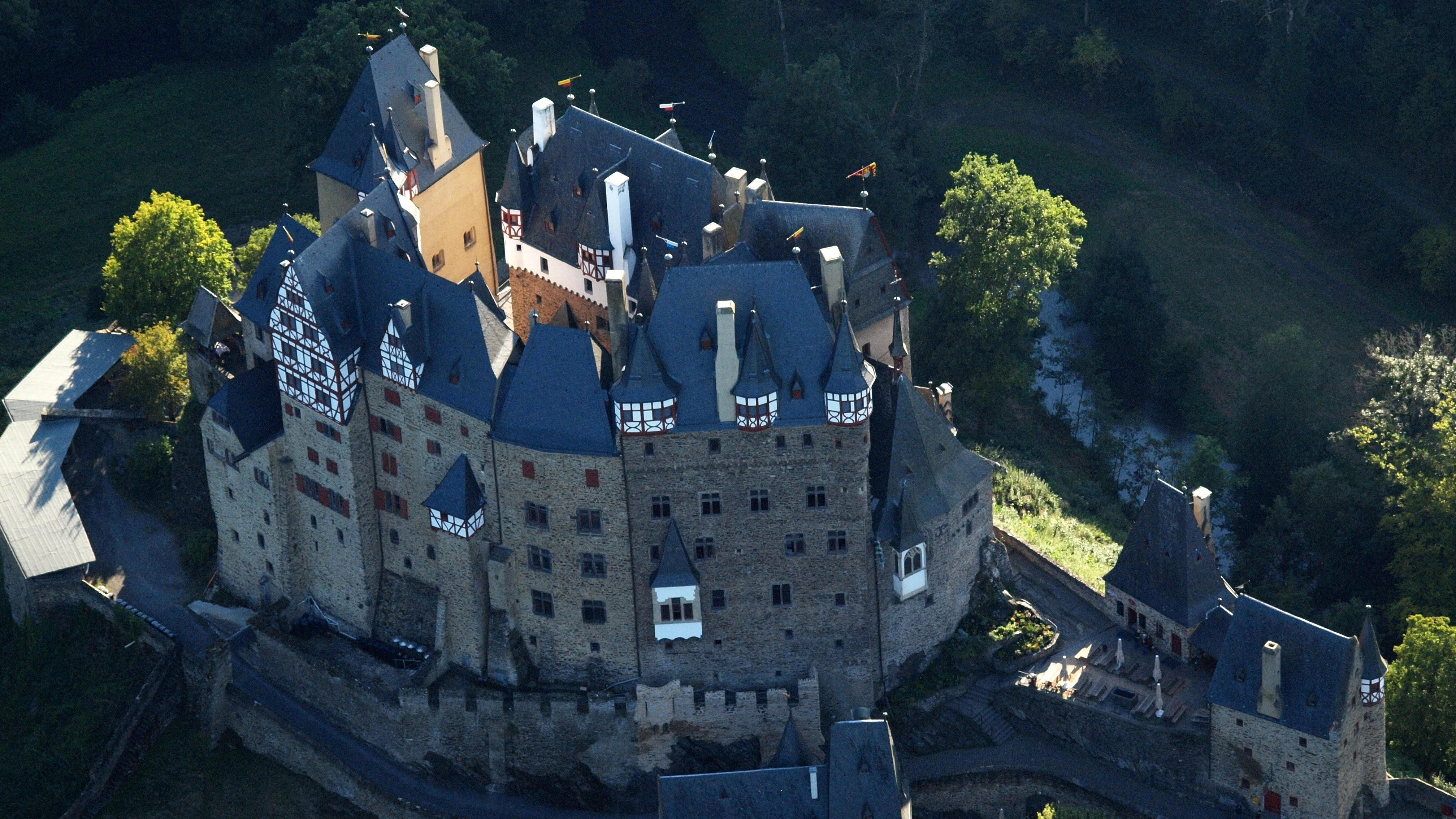
Vogelperspektive auf die Gebäudegruppen

## Besichtigung

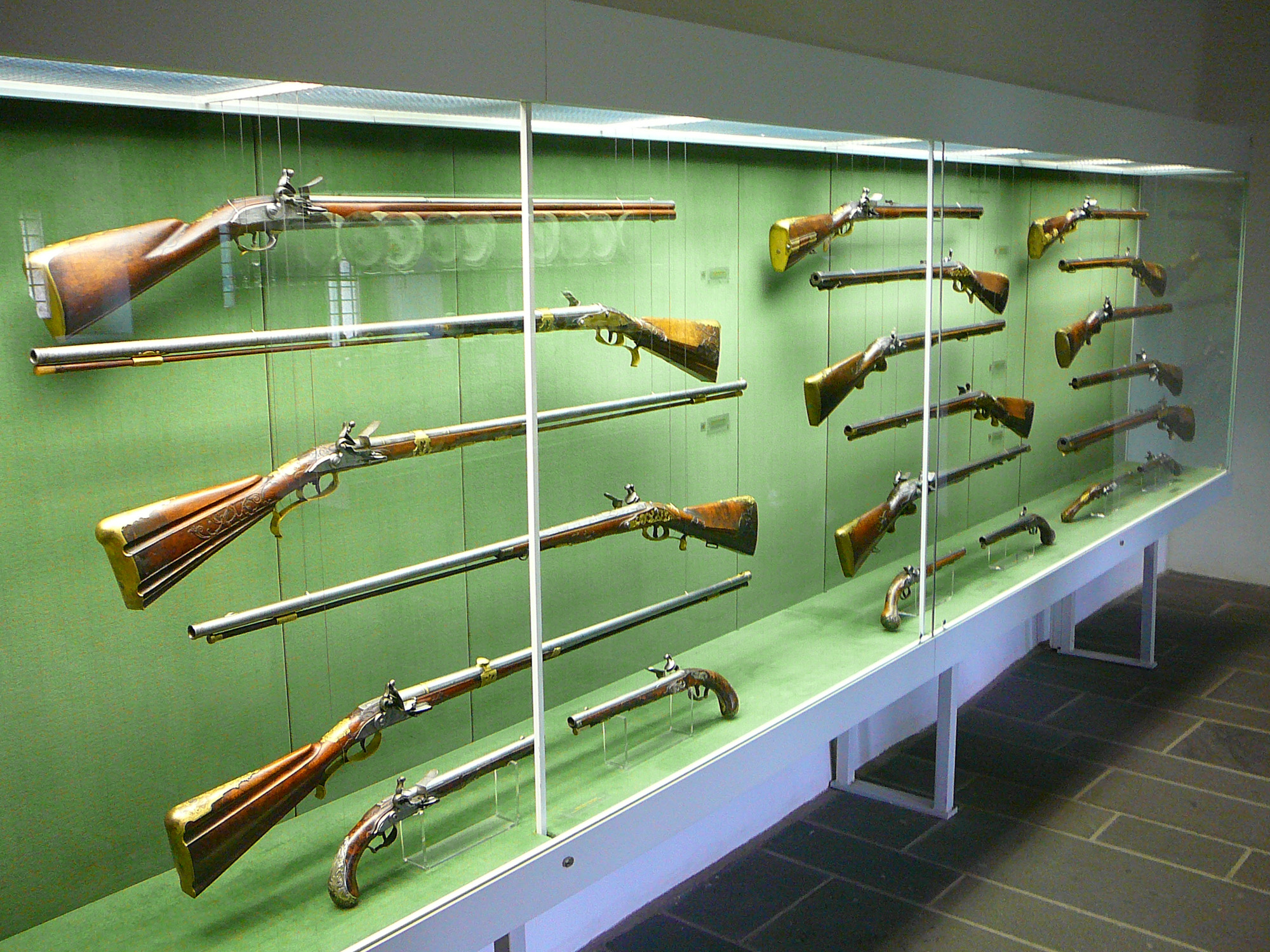
Schusswaffensammlung

Ein Teil der Burg kann in den Sommermonaten besichtigt werden. Führungen werden zwischen dem 1. April und dem 1. November täglich angeboten.
Die aus dem Familienbesitz aus verschiedenen Jahrhunderten zusammengetragene Einrichtung bietet sich in dem der Öffentlichkeit zugänglichen Bereich dem Besucher als Museum dar. Zu sehen sind z. B. im Rübenacher Haus eine im 19. Jahrhundert eingerichtete Waffensammlung, ein Salon sowie ein Schlafgemach mit Kapellenerker von 1531 und Himmelbett von 1520. Im Rodendorfer Haus durchläuft die Führung ein mit barockem und Rokoko-Mobiliar eingerichtetes Kaminzimmer, den sogenannten Rittersaal, der ursprünglich als Verhandlungs- und Festsaal aller drei Familienstämme diente, ein Kinderzimmer mit einem der letzten noch erhaltenen, bemalten Renaissancebetten von 1525 sowie eine von ursprünglich drei Küchen. Das Kempenicher Haus ist von der Führung ausgeschlossen.
Zu den herausragenden Kunstschätzen der Innenräume gehören das Ölgemälde Madonna mit Kind und Weintraube von Lucas Cranach dem Älteren, mehrere Tafelbilder aus der Kölner sowie der Sächsischen Malerschule, ein Buchbild Liber Vitae (Michael Pacher oder seiner Schule zugeschrieben) und flämische Tapisserien aus dem 16. und 17. Jahrhundert. Zu den Einrichtungsgegenständen im Geschmack des 19. Jahrhunderts zählen ein auffälliger Majolika-Kachelofen in leuchtenden Farben von 1881 (Nachbildung des Originals im Germanischen Nationalmuseum in Nürnberg aus 1540) sowie reiche Sammlungen an chinesischem und Delfter Porzellan sowie Westerwälder Keramik.

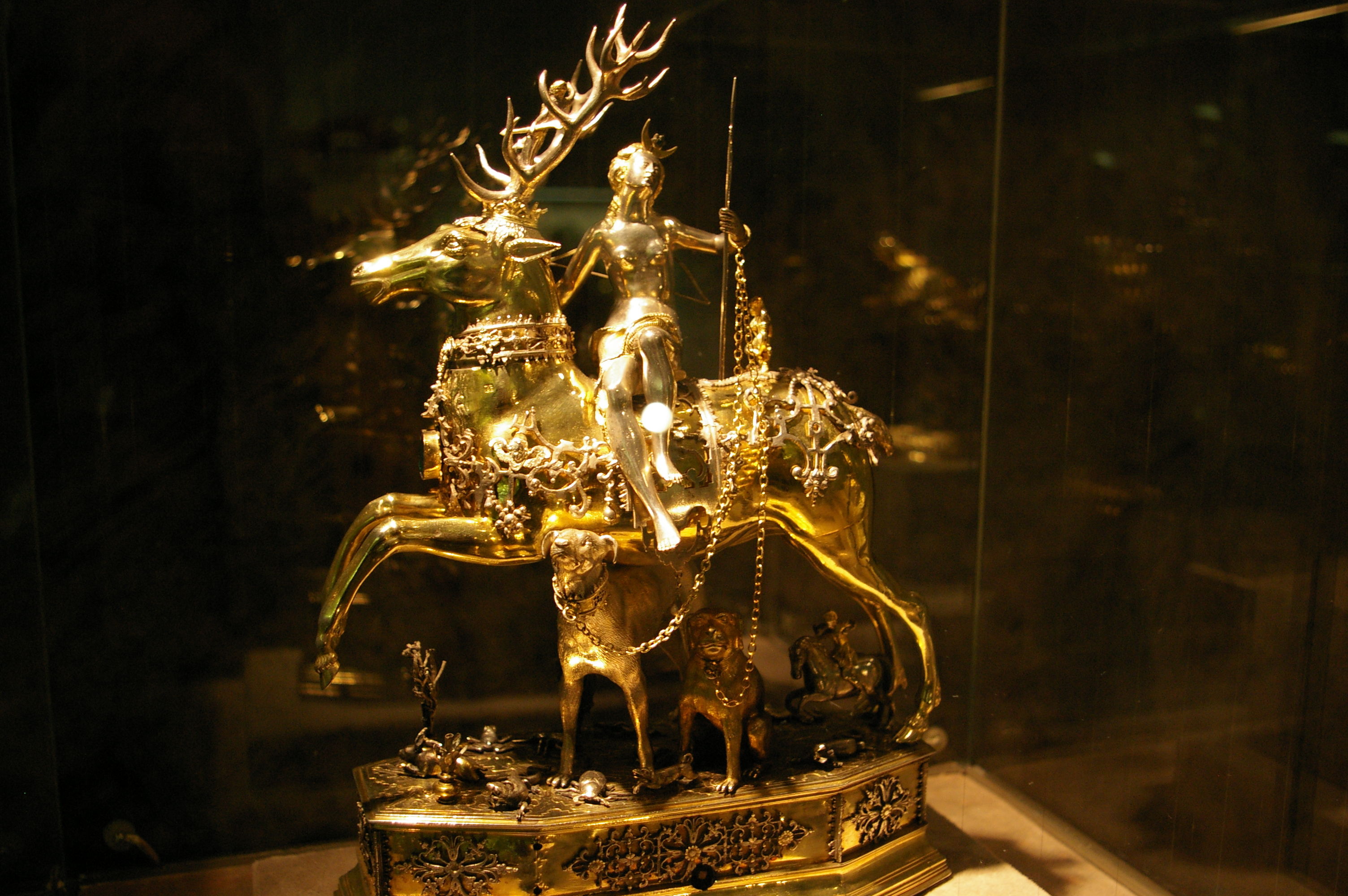
Exponat in der Schatzkammer

Die Meisterwerke der Kunstsammlung mit über 500 Exponaten aus dem 12. bis zum 19. Jahrhundert sind in der Schatzkammer in den Kellergewölben des Rübenacher Hauses ausgestellt. Zu den Arbeiten der Augsburger Gold- und Silberschmiedekunst zählen eine 1,10 m hohe Statue des Brückenheiligen Johannes Nepomuk von Franz Christoph Mäderl (1752), Diana auf dem Hirsch (um 1600) sowie zahlreiche Prunkgefäße und sakrale Gegenstände. Es gibt eine Höchster Porzellansammlung, eine Uhrensammlung aus dem 16. bis 18. Jahrhundert sowie eine kleine Glassammlung. Darüber hinaus werden auch verschiedene Kuriositäten wie der Dukatenscheißer, das Ungeheuer und die Völlerei von der Trunksucht befördert gezeigt, die als Gefäße und Behälter dienten. In der Schatzkammer werden auch einige Einrichtungsgegenstände aus dem Schloss Eltz in Vukovar präsentiert, beispielsweise ein Tafelservice aus der Porzellanmanufaktur Augarten.

## Bildliche Rezeption

### 1-Mark-Notgeldschein

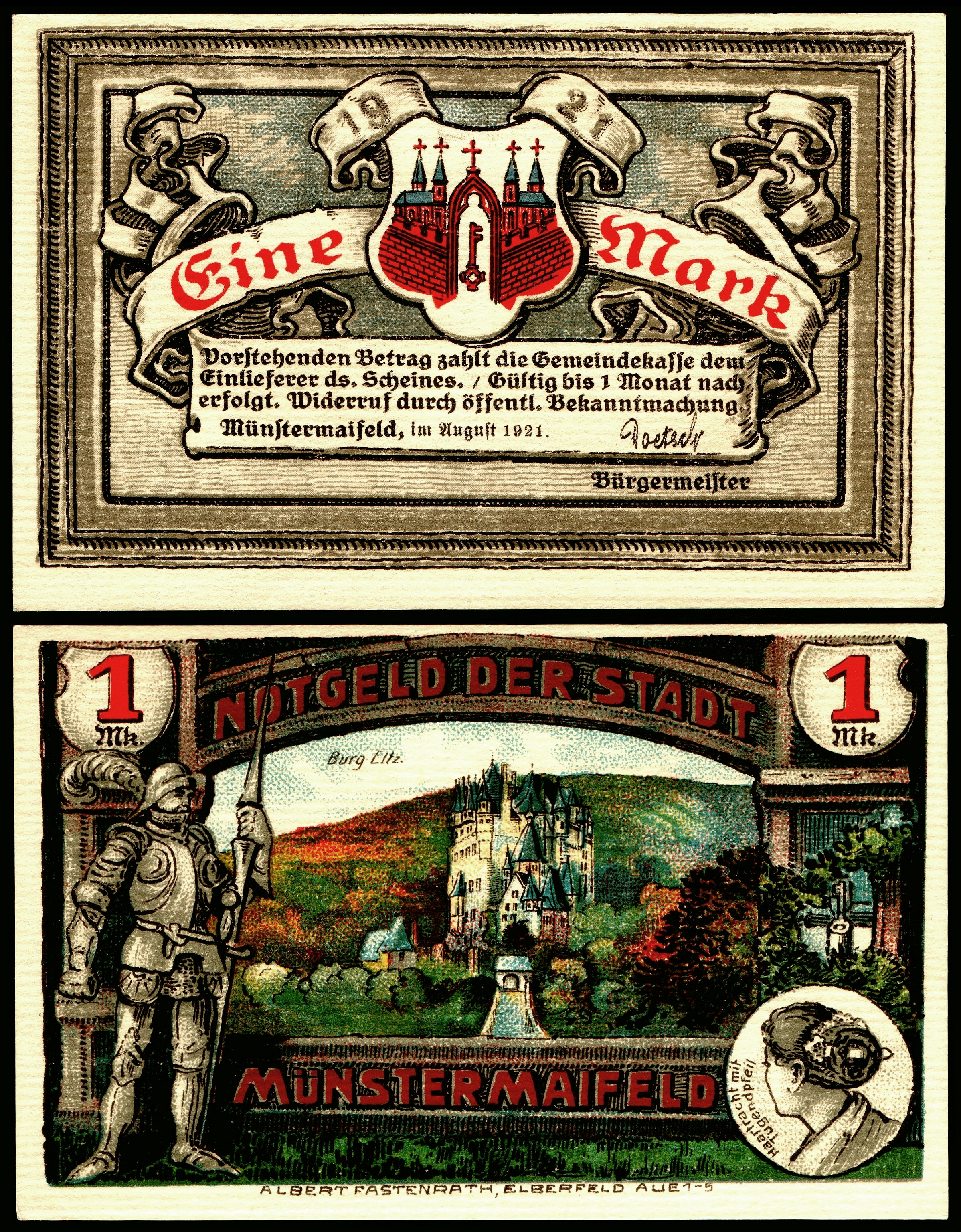
1-Mark-Notgeldschein von 1921

Auf der Rückseite des 1-Mark-Notgeldscheins der Stadt Münstermaifeld von 1921 war die Burg Eltz abgebildet.

### 500-DM-Banknote
Bei der dritten Banknotenserie (1961–1995) der Deutschen Mark trug die 500-DM-Banknote auf der Rückseite eine Abbildung der Burg Eltz.

### 40-Pfennig-Briefmarke
Am 16. Februar 1977 erschien eine 40-Pfennig-Briefmarke mit dem Motiv Burg Eltz in der von der Deutschen Bundespost und der Deutschen Bundespost Berlin aufgelegten Briefmarkenserie Burgen und Schlösser.

### Verkehrszeichen
Die Burg Eltz dient im Verkehrszeichenkatalog der StVO als Beispiel für das Verkehrszeichen Nr. 386.1 Touristischer Hinweis.

## Denkmalschutz
Die Burg Eltz ist ein geschütztes Kulturdenkmal nach dem Denkmalschutzgesetz (DSchG) und in der Denkmalliste des Landes Rheinland-Pfalz eingetragen. Sie liegt in der Denkmalzone Burg Eltz.
Des Weiteren ist die Burg Eltz ein geschütztes Kulturgut nach der Haager Konvention und mit dem blau-weißen Schutzzeichen gekennzeichnet.

## Literatur

Zeichen 386-1 (amtliches Beispiel)